# إل بيريوديكو (برشلونة)
إل بريوديكو أو كما كانت تُعرف من قبل باسم صحيفة البريوديكو دي كاتالونيا هي صحيفة يومية عامة تُباع وتُوزع في الصباح. تصدر نسختها في برشلونة باللغتين الكتالانية والإسبانية. يقع مقر تحريرها في مبنى بشارع جران بيا في مدينة لوسبيتاليت دي يوبريغات، ولديها مراسلون خاصون في أهم وأكبر مدن العالم. تتميز الصحيفة من الناحية الشكلية برسوماتها الكبيرة وطباعتها لجميع الصفحات بالألوان. وفقًا لبيانات موثقة من "مكتب تبرير التوزيع" (OJD) للفترة من يناير إلى ديسمبر 2019، بلغ متوسط عدد قراء "إل بيريوديّكو" 386,000 قارئ يوميًا. تحتل الصحيفة المرتبة السادسة في ترتيب الصحف الأكثر قراءة في إسبانيا، والذي تتصدره صحيفة إل باييس.
يُعتبر هذا الوسيط تابعًا لمجموعة "برنسا إيبيريكا" ومن الناحية الأيديولوجية يُصنَّف كوسيط تقدّمي، وكان تاريخيًا قريبًا من مواقف حزب كاتالونيا الاشتراكي (PSC)، ويعارض الاستقلال الأحادي الجانب لكاتالونيا. تلقّى دعمًا ماليًا من مجلس كتالونيا العام، مثلما هو الحال مع وسائل إعلامية أخرى مطبوعة أو رقمية، كما أعفتْه الحكومة من ديون بقيمة 9.1 ملايين يورو لتسهيل شرائه من طرف "إديتوريال برنسا إيبيريكا"، وأعفته أيضًا حكومة فالنسيا من 3.1 ملايين يورو من الديون.

## التاريخ
السنوات الأولى
تأسس "إل بيريوديكو دي كاتالونيا" على يد البارسلوني أنطونيو أسينسيو بيثارّو، ونُشر العدد الأول منه في 26 أكتوبر 1978، في وقت كان فيه 13 عنوانًا صحفيًا في أكشاك بيع الصحف في برشلونة، ثلاث منها رياضية. كما أُصدر عدد خاص للعاصمة الإسبانية تحت اسم "إل بيريوديكو دي مدريد"، لكنه فشل.
جاء هذا الصحفي ليملأ فراغًا إعلاميًا في كاتالونيا، إذ كان صحيفة يومية تُحرَّر بالكامل بالإسبانية، ذات توجه دستوري وتقدمي. كما أولى منذ البداية اهتمامًا كبيرًا للأخبار المتعلقة بمدينة برشلونة والرياضة، وهي مواضيع لم تكن تحظى بمساحة كافية في باقي الصحف العامة. هذا جعله يجذب قرّاءً جدداً لم يكونوا معتادين على شراء الصحف، بالإضافة إلى قرّاء صحف أخرى.
إطلاقه في السوق مثّل رهانًا على مفهوم جديد للصحافة المطبوعة، إذ أعطى أهمية كبيرة للعناصر البصرية، فابتكر نموذجًا شبيهًا بما ستحدثه صحيفة "يو إس إيه توداي" في الولايات المتحدة بعد أربع سنوات.
كانت أول هيئة تحرير له تقع في شارع "روجر دي لاورِيا" في برشلونة، وقادها فريق إداري تحت إشراف أنطونيو فرانكو، وضمّ نواب المدير إنريكي أرياس فيغا، وخوسيه لويس أوروسا، وخوليان لاغو، والصحفيين فرناندو خاوريغي، رامون ميرابيتاس، خوسيه لويس إيرفيتي، وخوان فيرمين فيلتشيث. ومنذ البداية شارك فيه كتاب أعمدة مرموقون من مختلف التيارات الأيديولوجية، مثل إميليو روميرو غوميث، مانويل مارتين فيران، أماندو دي ميغيل، كانديدو، مونتسيرات رويغ، مانويل فاثكيث مونتالبان، وأنطونيو ألفاريث سوليس. ومن 1980 حتى 1989، تضمّن الصحيفة شريطًا كوميكيًا بعنوان "كيكو التقدمي" من تأليف خوسيه لويس مارتين.
المرحلة الأخيرة
منذ أكتوبر 1997، أصبحت للصحيفة نسختان، واحدة بالإسبانية وأخرى بالكتالونية، بمحتوى متطابق. تُدعّم النسخة الكتالونية من خلال إعانات حكومية.
في السنوات الأخيرة، بدأت الصحيفة سياسة توسّعية، من خلال إطلاق صحف شقيقة في عدة مقاطعات إسبانية وفي أندورا. من بين هذه الصحف: "إل بيريوديك دي أندورا"، "إل بيريوديكو دي أراغون" (1990)، "إل بيريوديكو إكستريمادورا" و"إل بيريوديكو ميديترانيو". جميع هذه الصحف تشترك مع "إل بيريوديكو دي كاتالونيا" في التصميم والشكل، والمحتوى المتعلق بإسبانيا والسياسة الدولية، والمقالات الافتتاحية وآراء الكتّاب، لكنها تختلف في تغطية الأخبار المحلية والإقليمية.
في مارس 2015، دخلت عائلة لارا، المالكة لدار نشر بلانيتا، في رأس مال الصحيفة بشراء 5,75% من أسهمها، بعد إعادة تمويل الديون التي بلغت 117 مليون يورو في صيف 2014. انضمت مارتا غارسيا لارا، ابنة خوسيه مانويل لارا بوستش، إلى مجلس الإدارة. منذ ذلك الحين، تحوّل الخط التحريري للصحيفة من التوجه الكتالوني إلى التوجه الدستوري.
في ديسمبر 2017، بدأت النسخة الرقمية للصحيفة بنشر مزيد من المحتوى المتعلق بإسبانيا. وبهذا، لم تعد الأخبار الإقليمية تحتل موقعًا استراتيجيًا في الصفحة الأولى، ليُفسح المجال لأخبار ذات صدى وطني أوسع. في 31 مايو 2019، أصبحت الصحيفة تابعة لمجموعة "برنسا إيبيريكا" بعد أن اشترت هذه الأخيرة مجموعة "ثيتا".

## المديرون
1978-1982: أنطونيو فرانكو
1982-1984: خينيس فيبانكوس
1984-1988: إنريكي أرياس فيغا
1988-2006: أنطونيو فرانكو
2006-2010: رافائيل نادال فاريراس
2010-2019: إنريك هيرنانديز
2019-2020: آنا كريستيتو
منذ 2020: ألبرت ساييث

## جائزة كتالوني العام
تُمنح جائزة "كتالوني العام" من قِبل الصحيفة لشخصيات بارزة في كتالونيا. أُنشئت عام 2000، ويُختار الفائز عبر تصويت شعبي.
2000: إرنست لوش
2001: باو جاسول
2002: مانويلا دي مادري
2003: فيران أدريان
2004: خوان مانويل سيرّات
2005: خوان ماساغيه
2006: نيوس كاتالا
2007: باسكوال ماراغاي
2008: فيسينتي فيرير مونتشو
2009: جوزيب غوارديولا
2010: دافيد ميريت
2011: خواكيم ماريا بويا
2012: جوزيب سانشيث دي توليدو
2013: جوزفينا كاستيلفي
2014: لوسيا كارام
2015: أوسكار كامبس، ناشط
2016: أوريول ميتجا، طبيب وباحث
2017: جوزيب ماريا بو، ممثل ومخرج
2018: لم تُنظم
2021: خاومي بلينسا، نحات
2022: جون هوفمان، المدير التنفيذي للمؤتمر العالمي للهاتف المحمول

## صحفيون وإعلاميون معروفون
مارك مارخينيداس
ألبرت ساييث
باو أرينوس
جوردي بيانسيوتو
فرّان مونيغال
أولغا بيريدا
إميليو بيريث دي روساس
خوان تابيا
غويلم سانتشيث
جوزيب كونّي